# Elophos barbarica
Elophos barbarica là một loài bướm đêm trong họ Geometridae.